# Joe DiPenta
Joseph V. DiPenta (* 25. února 1979 v Barrie, Ontario) je bývalý kanadský hokejový obránce, který většinu kariéry odehrál v AHL. Během tří stabilních sezón v NHL byl členem mužstva Anaheim Ducks, které v roce 2007 vyhrálo Stanley Cup.

## Hráčská kariéra
Univerzitní hokej začínal a hrál pouze na Bostonské univerzitě v letech 1997-1999. Ještě předtím hrával v mládežnickém celku Smiths Falls Bears, který hrál soutěž CJHL. V roce 1996 byl draftován v soutěži QMJHL týmem Halifax Mooseheads až z jedenáctého kola celkově 144., místo. V Halifax Mooseheads se nakonec objevil v sezoně 1999/2000, patřil mezi produktivní obránce. Po prvním odehrané sezoně v Bostonské univerzitě, byl vybrán ve vstupním draftu NHL klubem Florida Panthers ze třetího kola (přesněji ze 61., místa). O DiPentu neměla Florida Panthers zájem, tak skončil na trhu s volnými hráči. Později se dohodl na kontraktu s organizací Philadelphia Flyers. Do základní sestavy Flyers se však nevešel, byl proto přemístěn na jejich farmu do Philadelphia Phantoms. Ve Philadelphia Phantoms strávil necelé dvě sezony, 5. března 2002 byl vyměněn do týmu Atlanta Thrashers za kanadského útočníka Jarrod Skalde. Závěr sezony tak strávil opět v nižší soutěži AHL na farmě Thrashers v Chicago Wolves. S týmem Chicago Wolves nakonec vyhráli soutěž a získali trofej Calderův pohár, pro tým Chicago Wolves to byl teprve první zisk této trofeje. Svou první příležitost v NHL dostal až v závěru sezony 2002/03, 2. dubna 2003 byl povolán do zápasů proti Buffalo Sabres. V sestavě Thrashers nakonec setrval i do následujícího zápasů, ve kterém vstřelil branku a na další přihrál. V sezoně 2002/03 nakonec odehrál v NHL tři zápasy. Ročník 2003/04 strávil pouze na farmě v Chicago Wolves.
19. srpna 2004 podepsal smlouvu s klubem Vancouver Canucks jako volný hráč. Za Vancouver Canucks neodehrál žádný zápas. V sezoně 2004/05 byla výluka v NHL, proto celý ročník strávil na farmě Canucks v Manitoba Moose. 11. srpna 2005 se dohodl na podepsání smlouvy s týmem Mighty Ducks of Anaheim. Jeho první štace, ve které se vlezl do základní sestavy týmu v NHL. Největší úspěch kariéry zaznamenal s klubem Anaheim Ducks, se kterým vyhráli Stanleyův pohár. Za Anaheim Ducks hrál do roku 2008. Sezonu 2008/09 se rozhodl změnit angažmá a vydal se do Evropy, podepsal smlouvu s organizací Frölunda HC působící v domácí nejvyšší soutěži Elitserien. V týmu byl jediným kanadským hokejistou. S týmem postoupil do playoff, ve kterém skončili v semifinálové fázi a skončili celkově třetí. Po skončení sezony se rozhodl pro návrat do zámoří. podepsal jednoletou smlouvu s týmem Buffalo Sabres. Další zápasy v NHL již nepřidal, působil opět v nižší soutěži AHL, na farmě Buffala Sabres v Portland Pirates a poslední rok kariéry v Syracuse Crunch, který vedl jako kapitán mužstva.

## Prvenství
- Debut v NHL - 2. dubna 2003 (Buffalo Sabres proti Atlanta Thrashers)
- První gól v NHL - 5. dubna 2003 (New York Islanders proti Atlanta Thrashers, americkému brankáři Garth Snow)
- První asistence v NHL - 5. dubna 2003 (New York Islanders proti Atlanta Thrashers)

## Klubová statistika
| Sezóna       | Klub                    | Soutěž       |     | Základní část | Základní část | Základní část | Základní část | Základní část |   | Play off | Play off | Play off | Play off | Play off |
| Sezóna       | Klub                    | Soutěž       | Z   | G             | A             | B             | TM            | Z             | G | A        | B        | TM       |          |          |
| 1997–98      | Bostonská univerzita    | HE           | 38  | 2             | 16            | 18            | 50            | —             | — | —        | —        | —        |          |          |
| 1998–99      | Bostonská univerzita    | HE           | 36  | 2             | 15            | 17            | 72            | —             | — | —        | —        | —        |          |          |
| 1999–00      | Halifax Mooseheads      | QMJHL        | 63  | 13            | 43            | 56            | 83            | 10            | 3 | 4        | 7        | 26       |          |          |
| 2000–01      | Philadelphia Phantoms   | AHL          | 71  | 3             | 5             | 8             | 65            | 10            | 1 | 2        | 3        | 15       |          |          |
| 2001–02      | Philadelphia Phantoms   | AHL          | 61  | 2             | 4             | 6             | 71            | —             | — | —        | —        | —        |          |          |
| 2001–02      | Chicago Wolves          | AHL          | 15  | 0             | 2             | 2             | 15            | 25            | 1 | 3        | 4        | 22       |          |          |
| 2002–03      | Chicago Wolves          | AHL          | 76  | 2             | 17            | 19            | 107           | 9             | 0 | 1        | 1        | 7        |          |          |
| 2002–03      | Atlanta Thrashers       | NHL          | 3   | 1             | 1             | 2             | 0             | —             | — | —        | —        | —        |          |          |
| 2003–04      | Chicago Wolves          | AHL          | 73  | 0             | 6             | 6             | 105           | 10            | 1 | 0        | 1        | 13       |          |          |
| 2004–05      | Manitoba Moose          | AHL          | 73  | 2             | 10            | 12            | 48            | 14            | 0 | 5        | 5        | 2        |          |          |
| 2005–06      | Mighty Ducks of Anaheim | NHL          | 72  | 2             | 6             | 8             | 46            | 16            | 0 | 0        | 0        | 13       |          |          |
| 2006–07      | Anaheim Ducks           | NHL          | 76  | 2             | 6             | 8             | 48            | 16            | 0 | 0        | 0        | 4        |          |          |
| 2007–08      | Anaheim Ducks           | NHL          | 23  | 1             | 4             | 5             | 16            | —             | — | —        | —        | —        |          |          |
| 2008–09      | Frölunda HC             | SEL          | 47  | 1             | 5             | 6             | 71            | 11            | 0 | 1        | 1        | 12       |          |          |
| 2009–10      | Portland Pirates        | AHL          | 65  | 2             | 5             | 7             | 83            | 4             | 0 | 0        | 0        | 4        |          |          |
| 2010–11      | Syracuse Crunch         | AHL          | 70  | 1             | 3             | 4             | 62            | —             | — | —        | —        | —        |          |          |
| Celkem v NHL | Celkem v NHL            | Celkem v NHL | 174 | 6             | 17            | 23            | 110           | 32            | 0 | 0        | 0        | 17       |          |          |